# Kaiser Kalambo
Kaiser Kalambo (né le 6 juillet 1953 à Luanshya à l'époque en Rhodésie du Nord et aujourd'hui en Zambie, et mort le 18 mars 2014 à Lusaka) est un joueur de football international zambien, qui évoluait au poste de défenseur et de milieu, avant de devenir ensuite entraîneur.

## Biographie

### Carrière de joueur

#### Carrière en sélection
Avec l'équipe de Zambie, il joue entre 1973 et 1982. 
Il figure dans le groupe des sélectionnés lors des Coupes d'Afrique des nations de 1974, de 1978 et de 1982. La sélection zambienne atteint la finale de la compétition en 1974, en étant battue par l'équipe du Zaïre.
Il joue également 10 matchs comptant pour les tours préliminaires de la coupe du monde, lors des éditions 1978 et 1982.
Il participe enfin aux Jeux olympiques d'été de 1980 organisés en Union soviétique. Lors du tournoi olympique, il dispute trois matchs.

## Palmarès
Zambie
- Coupe d'Afrique des nations :
  - Finaliste : 1974.